# Unleashed in the East
Unleashed in the East é o primeiro álbum ao vivo pela banda Judas Priest, lançado em Outubro de 1979.
Este foi o primeiro álbum produzido por Tom Allom como produtor da banda; ele iria produzir todos os seguintes, incluindo Ram It Down, de 1988.

## Faixas
1. "Exciter" (Rob Halford, Glenn Tipton) - 5:38
2. "Running Wild" (Tipton) - 2:53
3. "Sinner" (Halford, Tipton) - 7:31
4. "The Ripper" (Tipton) - 2:44
5. "The Green Manalishi" (Peter Green) - 3:16
6. "Diamonds & Rust" (Joan Baez) - 3:30
7. "Victim of Changes" (Al Atkins, Halford, K.K. Downing, Tipton) - 7:12
8. "Genocide" (Halford, Downing, Tipton) - 7:19
9. "Tyrant" (Halford, Tipton) - 4:32

### Versão Japonesa/Faixas bónus 2001
1. "Rock Forever" (Halford, Downing, Tipton) - 3:27
2. "Delivering the Goods" (Halford, Downing, Tipton) - 4:07
3. "Hell Bent for Leather" (Tipton) - 2:40
4. "Starbreaker" (Halford, Downing, Tipton) - 6:00

## Curiosidades
- Houve muita especulação a respeito de quanto do álbum foi realmente gravado ao vivo e quanto foi regravado em estúdio. Rob Halford admitiu que ele estava gripado na ocasião desses shows, o que o levou a regravar os vocais em estúdio. O álbum é também conhecido entre os fãs como Unleashed in The Studio por causa deste incidente.[1]

- Apesar de ter sido gravado junto com o álbum Killing Machine, somente duas músicas do original Unleashed In The East entraram no disco: Green Manalishi (With the Two Pronged Crown) e Running Wild.[1]

- Foi o primeiro álbum da banda a chegar no Top 10 do Reino Unido e nos Top 100 dos estados Unidos (posição 70).[1]

- Priest fez seis shows na turnê japonesa de 79. A turnê mundial começou em Londres no dia 13 de outubro de 78 e terminou em Nice no dia 15 de dezembro de 79.[1]

## Membros
- Rob Halford - Vocais
- K.K. Downing - Guitarra
- Glenn Tipton - Guitarra
- Ian Hill - Baixo
- Les Binks - Bateria